# Ignat Bednarik
Ignat Bednarik (n. 8 martie 1882, Orșova, Austro-Ungaria – d. 11 martie 1963, București, România) a fost un pictor, desenator și artist decorator român recunoscut mai ales pentru acuarelele sale.
A studiat la Școala Națională de Artă din București între 1898- 1900. Opera sa artistică include lucrări de pictură, acuarelă, desen și ilustrație de carte. Împreună cu soția sa, Elena Alexandra Barabaș Bednarik, a participat la fondarea Cenaclului Idealist. A fost, printre altele, membru fondator al Sindicatului Artelor Frumoase din România, adept al curentului Art Nouveau și ilustrator al cărților Reginei Maria a României.

## Viața
Ignat Bednarik s-a născut la 8 martie 1882 la Orșova, localitate aflată pe atunci în Austro-Ungaria. Părinții săi, Adalbert Bednarik (originar din Moravia) și Genoveva Hauschka erau cehi, la a doua lor căsătorie. Pe când era elev la Școala Superioară Traian din Turnu Severin, Ignat Bednarik a câștigat primul premiu pentru lucrările sale de desen la Societatea Tinerimea Română.

## Studii
Între anii 1898-1900 studiază la Academia de Arte din București sculptura și pictura, sub îndrumarea maestrului Ion Georgescu avându-i colegi pe Jean Alexandru Steriadi, Ion Teodorescu-Sion și Constantin Brâncuși. După absolvirea Academiei de Arte din București pleacă pentru o scurtă perioadă de timp la Viena pentru a asista la cursurile Academiei de Arte Frumoase.
În anul 1909 s-a căsătorit cu Elena Alexandra Barabaș, care absolvise de asemenea Academia de Arte Frumoase din București.  Împreună au plecat la München pentru a studia la Academia Regală de Arte din capitala Bavariei (actualmente Akademie der Bildenden Künste München - Academia de Arte Frumoase München).

## Debut
Familia Bednarik și-a făcut debutul artistic în 1910 la Paris, la Salonul de Toamnă organizat la Grand Palais.  La Salon, Ignat Bednarik a participat cu un taler decorativ executat în cizelură, reprezentând un urangutan fabulos și un papagagal cacatos, iar Elena a prezentat o serie de prototipuri în tehnica macrame. Spre sfârșitul anului 1910 soții Bednarik se întorc în București. În 1913 Ignat Bednarik a expus pentru prima dată în România, în cadrul Asociației Artistice Arta. Regina Maria îi achiziționează lucrarea Corina și îi comandă realizarea copertei cărții sale Crinul Vieții. În același an 1913 deschid, pe Calea Victoriei, într-un spațiu elegant cu două încăperi, Bazarul Artistic Bednarik sau Academia de Arte decorative Bednarik. Aici, Elena și Ignat lucrau și predau  desen, acuarelă și artă decorativă. Realizau proiecte de arhitectură interioară, precum și prototipuri de artă decorativă într-un amestec rafinat de artnouveau și neoromânesc. Alteori, realizau proiecte de mobilă în stil neoromânesc ori neobizantin
După câteva prezențe notabile în cadrul Saloanelor Oficiale, Ignat Bednarik a deschis în 1915 prima sa expoziție personală la București, în Sala Ateneului, împreună cu prietenii Horia Boambă și Sofronie Constantinescu. Expoziția este remarcată de poetul Alexandru Macedonski, cu familia acestuia împrietenindu-se prin intermediul lui Alexis Macedonski, fiul poetului. Intră în atenția colecționarului Anastase Simu, care îi achiziționează acuarela Artistul sau Micul artist. În 1915 înființează Cenaclul Literar - Artistic Idealist, împreună cu sculptorul Alexandru Severin, cu sprijinul protectorului spiritual Alexandru Macedonski.

## Teme simboliste
Lucrările sale din perioada de maturitate au adus influența simbolismului european în România, așa cum Alexandru Macedonski a explorat idei similare în poezie. Dorința de evadare în spiritul favorit al simboliștilor, arăta o varietate de căi în arta sa.
Sentimentul evaziunii, specific simboliștilor, îl reîntâlnim și în creația acuarelistului, sub diferite fațete. Proiecția realității pe plan simbolic, în lumea miturilor, mai fusese abordată. Dar pe lângă personajele acestea care populează o altă lume, Faunul și nimfa (1915), asistăm la o independență a celor două planuri în Când zeii umblau pe pământ (1915) și chiar la o demitizare a lumii ce ficțiune - Sfârșitul legendei (1915). Tot evaziunea, cu nostalgia absolutului și refacerea realității pe plan ideal, o regăsim în (Drumul Spre glorie, 1915), în (Spiritul triumfă, 1916), „Excelsior”, și Căile vieții,1922) sau mai târziu, când pictorul revine la simbolism, în „A Eterum Vale!”.
Evaziunea în lumea legendelor și a vechilor balade (de exemplu: Meșterul Manole), este un omagiu adus creației populare. Acest paseism baladesc va contribui la închegarea acelei viziuni pline de farmec din ilustrațiile create de Bednarik pentru  Basmele românilor (1925/26), culese de Petre Ispirescu   .
Nostalgia și reveria sunt sentimente preferate, atât în portretele compoziționale precum Ioana, (1920), „Scrisoarea” (1921), cât și în Portretul Doamnei M. Tomescu -(1923).
Misterul, ca domeniu frecventat de simboliști apare în compoziții filosofice precum „Spre Styx”, 1916, „Enigma vieții”, 1919, Himera sau lucrarea din 1922 intitulată „A fi sau a nu fi!” ș.a.
O altă expresie a evazionismului simbolist este lumea senzațiilor rafinate, a „corespondențelor” În opera lui Bednarik întâlnim destul de frecvent tema muzicii, ca de pildă în lucrările: „Fetiță cu  vioară” - 1915, „La pian” - 1922.
Lumea florilor este evocata prin tehnica de acuarelă atât de adecvată a reprezenta frăgezimea tulburătoare a materiei și coloritul ei delicat. Deseori corespondențele se asociază: florile împodobesc, uneori abia sugerate - și aceasta este o altă particularitate simbolistă - interiorul în care se face muzică (La pian, Cu vioara). Florile însoțesc adesea portrete de copii (Ziua Mamei),și aproape întotdeauna imaginile feminine - temă predilectă și artei 1900- cum se poate vedea în (Portretul soției artistului-1919); Portret de fată, (1925) sau Portretul Domnișoarei J.P., (1924). Florile apar și în interioarele cu nud, (1921). Simbolul apare delicat chiar în alegerea florii reprezentate alături de imaginea feminină.
Simbolismul florii este intensificat prin alegerea florilor însoțite de figuri de femei. Bednarik redă în transparenta tentelor de acuarelă mai rar crinii, deseori rozele sau bujorii. În perioada următoare, florile pictate - ca natură statică - vor fi unul din genurile preferate ale artistului, cu precădere între anii 1919-1928. 

## Opera din timpul Primului Război Mondial
Violența Primului Război Mondial a adus o oprire bruscă a compozițiilor sale simboliste. Ca membru al Grupului Artiștilor și Sculptorilor din timpul războiului, s-a stabilit în Iași, în timpul când Bucureștiul a fost ocupat de trupele germane și s-a angajat cu îndemânare în grafică și în picturi viguroase. Din această perioadă datează câteva lucrări-mărturie din Primul Război Mondial ce au fost expuse atât în timpul vieții, în expoziții personale, cât și după, în expoziții dedicate armatei române. La sfârșitul primului Război Mondial, Locotenentul Ignat Bednarik este decorat cu Crucea Comemorativă a războiului 1916-1918
Între anii 1915-1927, Bednarik a avut 8 expoziții personale de acuarelă în București iar în 1928 o expoziție la New York.  Expoziția personală de acuarelă deschisă la New York a fost realizată de Legația României în colaborare cu „The Art Center”, iar Bednarik a expus 11 acuarele..
A realizat de asemenea o serie de lucrări pictate într-o dominantă a scenelor tipice din viața de zi cu zi a românilor.

## Cărți și coperte ilustrate
- Regina Maria a României, Crinul vieții, Editura Socec, 1913, (copertă)
- Regina Maria a României, O legendă de la Muntele Athos, ediția a doua, Editura Ig. Hertz, 1923, (ilustrații)
- Regina Maria a României, Ce-a văzut Vasile Soldatul. Poveste din timpul războiului, Tipografia Serviciului Geografic al Armatei, 1925,(ilustrații)
- Regina Maria a României, Regine încoronate, două volume, Editura Adevărul,1933, (copertă)
- Petre Ispirescu, Legendele sau basmele românilor adunate din gura poporului, două volume, Editura Cartea Românească, 1926, (copertă și ilustrații)
- Alexandru Lascarov-Moldovanu, În grădina lui Naș Mușat, Editura Cartea Românească, 1926, (copertă)
- Nicolae Nigrim Mihaescu, Zmeul, Editura Cartea Românească, 1925, (copertă)

## Ultima perioadă de creație
Aproximativ în anul 1947 a reînceput să lucreze după o perioadă de aproape totală orbire, un număr de picturi în acuarelă descriind vechiul oraș București, cu îndeletnicirile comercianților ambulanți aflate acum în patrimoniul Muzeului Național de Artă din București, precum „Mielu gras!” (1950),„Cu păsări” (1950),„Haine vechi”(1951), „Zarzavagiul” (1953),„Pânzarul slovac” (1954) sau scene din Istoria Românilor: Execuția lui Gheorghe Doja, 1951. Ampla compoziție cu numeroase personaje, în dimensiuni mari pentru o acuarelă și purtând titlul Execuția lui Gheorghe Doja, reprezintă ultima lucrare cu temă istorică din opera pictorului. Aceasta redă evenimentul istoric al executării fostului conducător al țăranilor care din cruciați, deveniseră răsculați împotriva nobilimii (1514). În aceași perioadă realizează o serie de acuarele închinate vieții sociale și a petrecerilor din vechiul București cum sunt Cu Mișka la Șosea (1954), Invalidul flașnetar (1955), Nicu Metz ,1907 (1959). 
În anul 1956, Uniunea Artiștilor Plastici a organizat la București o retrospectivă Ignat Bednarik. În expoziție au figurat lucrări din toate perioadele creației, realizate în toate tehnicile, cu excepția lucrărilor sale de artă decorativă și a colaborările cu Regina Maria.

## Semnificația operei
Ignat Bednarik a dat expresie unei problematici filosofice, atât prin compozițiile sale sociale sau simbolice, cât și prin simbolismul portretelor sau al florilor care redau întotdeauna o stare de spirit.
În privința tematicii sociale, el a creat printre primii în arta noastră plastică figura proletarului în compoziția 1917!
Omul a fost centrul preocupărilor sale și acest lucru l-a redat sub diferite forme în opera sa acuarelistică. Mai ales acest aspect al redării figurii umane în mișcare sau din cele mai variate unghiuri de vedere, sub haina insolită a acuarelei, era cu deosebire nou în arta noastră. La asta de adaugă cultivarea acuarelei pure în genuri mai deosebite acesteia, ca de pildă portretul sau compoziția cu substrat filosofic și social.
Tocmai aceste tendințe novatoare au fost uneori cauza insuficientei înțelegeri a operei sale.

## Aprecieri
„Bednarik e un plasticizator de idei (…). Dinaintea operei lui B. fatal trebuie să stai să gândești, fiindcă el simbolizează în forme geometrice, în ființe omenești, în animale, păsări și flori toată truda, toată lupta, toată izbânda sentimentală și intelectuală a omenirii. (…)„Drumul spre glorie” e numai joc de umbre și lumini, atât căt ți le poate da ingrate peniță. Dar în acest joc de umbre și lumini, în aceste pete  albe și negre care desenează pietre și forme ce se rostogolesc, căderi furioase de apă ce iau tot în drumul lor, o peșteră…, oameni ce se prăbușesc parcă…. apoi… sus, sus de tot unul singur care a ajuns… și din tot o întreagă filozofie!… nu mai mult decât atâta:o întreagă dramă sufletească, o întreagă dramă socială”.
Ignat Bednarik a participat activ la viața artistică românească din anii 1913-1933, revenindu-i un rol de prim plan ca acuarelist și desenator/.../ Ca simbolist, cu inerente înclinații romantice, Ignat Bednarik a participat la frământările umane, comentând cu emoție sensul vieții, cunoașterea, ambiția, moartea, iar ca observator critic și cetățean conștiincios și pasionat a luat atitudine față de actualitățile sociale, elaborând, - pentru a omagia sau pentru a stigmatiza idei și fapte- metafore cu structuri tinzând spre static, spre permanență monumentală, într-un limbaj formal fluent, convenabil acuarelei.
În schimb ca interpret al vieții de toate zilele, Ignat Bednarik s-a afirmat ca un cronicar cu vervă exploatând cu măiestrie resursele tehnice impresioniste, specifice acuarelei.
„Dacă vreodată ideea transformării în simbol a putut găsi un slujitor sau mai bine zis un interpretator de talent pe tărâmul artei, apoi acesta este incontestabil în țară la noi pictorul Bednarik. În toate manifestările sale trecute ca și în cea recent din sala „Arta”, artistul nu s-a mulțumit numai să reia cele ce vede: o pajiște, un copil, o floare, dar a încercat întotdeauna să exteriorizeze cugetări profunde în legătură cu problemele ce zguduie sufletul omenirii și picture d-sale învăluie o lume de concepții interesante”.
(…) Deținînd între timp modeste îndeletniciri dar și pe aceea de caricaturist la revista Furnica, Bednarik și-a putut deschide prima expoziție personală în 1915, aducând scene de muncă și aspecte din traiul mizer al celor mulți. Ca și în operele lui Octav Băncilă, expuse în anii aceea, se simțea dragostea artistului pentru oamenii din popor și revolta împotriva exploatatorilor”.
„Anii refugiului în Moldova 1916 -1918 au dus la accentuarea combativității artistului, Bednarik înfățișând într-o serie de desene expresive, executate în peniță sau creion, drame ale războiului imperialist. Ca și Tonitza care ne-a lăsat cele mai zguduitoare imagini ale suferințelor din timpul primului război mondial, folosind, alături de descrierea directă, procedeele satirei – Bednarik a creat atunci scene cu victime ale foametei și tifosului exantematic, cu invalizi ajunși în revoltătoarea situație de a vinde pe străzile Iașilor mărgele (…) și prin contrast, aspecte din viața profitorilor războiului”.

## Moștenirea
Lucrări de Ignat Bednarik pot fi văzute în colecțiile și muzeele din România și din străinătate.
- Muzeul Național de Artă al României
- Muzeul Militar Național, București
- Muzeul Național de Istorie a României, București
- Muzeul Brăilei Carol I
- Biblioteca Academiei Române, București
- Muzeul Brukenthal, Sibiu
- Muzeul Albertina, Viena